# هلن (سرسلسله نژاد هلنی)
هِلِن (به یونانی: Ἕλλην) در اسطوره‌های یونان، سردودمان نژاد هلنی است.
پسر ارشد دئوکالیون و پورها بود. با اورسئیس ازدواج کرد و فرزندانش دوروس (سردودمان دوریایی‌ها) و آیولوس (سردودمان آیولیایی‌ها) و کسوتوس (نیای یونانی‌ها و آخایایی‌ها) بودند.